# Monclova
Santiago de la Monclova je město v Mexiku. Nachází se ve státě Coahuila v nadmořské výšce 620 metrů. V Monclově žije přibližně 230 000 obyvatel (380 000 včetně předměstí). Město založili Španělé v roce 1577.
Sídlí zde největší mexická ocelárna Altos Hornos de México. Monclova má v Mexiku přezdívku „La Capital del Acero“ (hlavní město oceli). Index lidského rozvoje patří k nejvyšším v zemi.
V nedalekém údolí se nachází rezervace Cuatro Cienegas.
Po založení státu Coahuila byla Monclova navrhována jako jeho hlavní město, ale nakonec dostalo přednost Saltillo.
Partnerským městem je San Marcos (Texas).